# Sebastián Brajkovic
Sebastián Brajkovic (Rosario, 10 febbraio 1982) è un pallavolista argentino.
Gioca nel ruolo di palleggiatore nel Libertad.

## Carriera
La carriera di Sebastián Brajkovic, marito della pallavolista Marcia Scacchi, inizia nella formazione del Rosario Central, dove muove i suoi primi passi prima di approdare al Sonder nel 2002, club col quale ottiene la promozione nella Liga A1 de Vóley, debuttandovi nella stagione 2003-04, trasferendosi poi nella stagione seguente al River Plate.
Nel campionato 2005-06 gioca in Spagna, prendendo parte alla Superliga de Voleibol Masculina col L'Illa-Grau, ma già nel campionato seguente rientra in patria, difendendo per quattro annate i colori del La Unión de Formosa. Nella stagione 2010-11 si trasferisce al Puerto San Martín, mentre nella stagione seguente difende i colori del Sarmiento.
Ritorna quindi al La Unión de Formosa nel campionato 2012-13 e poi al Puerto San Martín nel campionato seguente, prima di firmare con l'UPCN nella stagione 2014-15: rimane legato al club per tre annate, vincendo due scudetti, la Coppa ACLAV 2015, due edizioni della Coppa Máster e il campionato sudamericano per club 2015, oltre ad essere premiato come miglior palleggiatore della Liga Argentina de Voleibol 2015-16.
Per il campionato 2017-18 si accasa alla neopromossa Libertad. 

## Palmarès

### Club
- Campionato argentino: 2

2014-15, 2015-16
- Coppa ACLAV: 1

2015
- Coppa Máster: 2

2014, 2016
- Campionato sudamericano per club: 1

2015

### Premi individuali
- 2016 - Liga Argentina de Voleibol: Miglior palleggiatore
- 2020 - Campionato sudamericano per club: Miglior palleggiatore